# Корюгіно
Корю́гіно (рос. Корюгино) — присілок у складі Слободського району Кіровської області, Росія. Входить до складу Бобінського сільського поселення.
Населення становить 42 особи (2010, 43 у 2002).
Національний склад станом на 2002 рік — росіяни 100 %.